# Pseudosyrichthus clathratus
Pseudosyrichthus clathratus är en skalbaggsart som beskrevs av Gerstaecker 1867. Pseudosyrichthus clathratus ingår i släktet Pseudosyrichthus och familjen Dynastidae. Inga underarter finns listade i Catalogue of Life.